# قوتش قر
قوتش قر (بالفارسية: قوچقر) هي قرية تقع في خراسان شمالي في إيران. يقدر عدد سكانها بـ 43 نسمة بحسب إحصاء 2016.